# 92년

## 연호
- 후한(後漢) 영원(永元) 4년

## 기년
- 후한(後漢) 화제(和帝) 4년
- 신라(新羅) 파사 이사금(婆娑泥師今) 13년
- 고구려(高句麗) 태조대왕(太祖大王) 40년
- 백제(百濟) 기루왕(己婁王) 16년

## 사건
- 7월 23일(음력 6월 1일) - 백제에서 일식 발생.
- 로마 황제 도미티아누스가 로마의 집정관이 되다.

## 사망
- 중국 후한 초의 정치가 원안
- 중국 후한 초의 역사가이자 정치가 반고